# Germarostes pusillus
Germarostes pusillus är en skalbaggsart som beskrevs av François Louis Nompar de Caumont de Laporte 1840. Germarostes pusillus ingår i släktet Germarostes och familjen Hybosoridae. Inga underarter finns listade i Catalogue of Life.